# Santana Brothers
Santana Brothers (včasih poimenovan tudi Brothers) je studijski album Carlosa Santane, njegovega brata Jorgeja in njegovega nečaka Carlosa Hernandeza. Album je dosegel 191. mesto na lestvici Billboard 200.

## Seznam skladb
| Št.             | Naslov                     | Pisec                         | Dolžina |
| --------------- | -------------------------- | ----------------------------- | ------- |
| 1.              | „Transmutation/Industrial‟ | Carlos Santana, Jorge Santana | 6:11    |
| 2.              | „Thoughts‟                 | Carlos Hernandez              | 2:49    |
| 3.              | „Luz Amor y Vida‟          | Carlos Santana                | 5:07    |
| 4.              | „En Aranjuez Con Tu Amor‟  | Joaquín Rodrigo               | 6:04    |
| 5.              | „Contigo (With You)‟       | Santana, Santana              | 4:53    |
| 6.              | „Blues Latino‟             | Javier Vargas, Espinoza       | 5:44    |
| 7.              | „La Danza‟                 | Hernandez, Santana, Santana   | 6:53    |
| 8.              | „Brujo‟                    | Hernandez, Carlos Santana     | 4:06    |
| 9.              | „The Trip‟                 | Santana, Santana              | 3:53    |
| 10.             | „Reflections‟              | Jorge Santana                 | 3:43    |
| 11.             | „Morning in Marin‟         | Djalma de Andrade             | 2:28    |
| Skupna dolžina: | Skupna dolžina:            | Skupna dolžina:               | 51:51   |

## Osebje

### Glasbeniki
- Carlos Santana – kitara (3–10), producent
- Jorge Santana – kitara (1, 4–5, 7 & 9–11), producent
- Carlos Hernandez – kitara (1–2 & 7–10)
- Chester Thompson – klaviature (2–10)
- Myron Dove – bas (2–10)
- Billy Johnson – bobni (4–8)
- Karl Perazzo – tolkala (2–3 & 5–6), konge (2–3, 5, 7 & 10), timbales (3, 5 & 10)

### Produkcija
- Miks: Devon Rietveld (1–8 & 10–11) in Jim Gaines (1 & 9)
- Snemalca: Arne Frager (1–3, 9 & 11) in Devon Rietveld
- Asistenta snemalcev, miks: Ken Walden in Kent Matcke
- Mastering: Bernie Grundman